# 비키 쥬디
비키 쥬디(Vicky Jeudy)는 미국의 배우이다. 아이티 혈통을 갖고 있다.